# Jamestown S’Klallam törzs
A Jamestown S’Klallam indián törzs az USA Washington államában élő S’Klallam indiánokat tömörítő, szövetségileg elismert szervezet.
A közigazgatási feladatok ellátásáért az öttagú törzsi tanács felel. A HEARTH Act részeként 2014. április 4-én engedélyezték a törzs számára az ingatlanok üzleti célú bérbeadását. Az őslakosok 1989 óta több mint 40 tanulmányt készíttettek a Dungeness környéki vizek megóvásával kapcsolatban.
A S’Klallam nyelv a szalis családhoz tartozik; a kifejezés jelentése „az erős nép”.

## Történet
A törzset 1874-ben, a Juan de Fuca-szorosnál alapította a klallam indiánok S’Klallam csoportja. Mivel féltek az erőszakos áthelyezéstől, a Dungeness közelében vásárolt, 0,85 km2-es területen megalapították a James Balch törzsfőnökről elnevezett Jamestownt.
A törzset a szövetségi kormány hivatalosan 1891. február 10-én ismerte el.

## Rezervátum
A 0,145 km2 területű Jamestown S’Klallam rezervátum Clallam megyében, a U.S. Route 101 mentén fekszik. A törzs székhelye Blynben található.

## Fordítás
- Ez a szócikk részben vagy egészben  a   Jamestown S'Klallam Tribe of Washington című angol Wikipédia-szócikk ezen változatának fordításán alapul.  Az eredeti cikk szerkesztőit annak laptörténete sorolja fel. Ez a jelzés csupán a megfogalmazás eredetét és a szerzői jogokat jelzi, nem szolgál a cikkben szereplő információk forrásmegjelöléseként.